# K.Will
Kim Hyung-soo, conosciuto con lo pseudonimo K.Will (hangeul: 케이윌; Gwangju, 30 dicembre 1981), è un cantautore sudcoreano. Attivo anche come disc jockey presso la radio SBS Power FM, ha esordito nel 2006 con il singolo Dream, facente parte della colonna sonora del drama I jug-il nom-ui sarang. Ha collaborato con diversi artisti tra cui Rain, Boyfriend, Sistar e altri, e cantato numerose colonne sonore.

## Biografia
K.Will inizia a mostrare interesse nella musica e nel canto dall'infanzia. Dopo essersi diplomato, comunica ai genitori di voler diventare un cantante; tuttavia, viene convinto a non scegliere la musica come carriera principale. Alla fine, poiché due lavori erano difficili da gestire contemporaneamente, sceglie di concentrarsi solo sulla musica. Comincia quindi a sostenere delle audizioni e cercare potenziali compositori con i quali collaborare. Mentre aiuta Rain a produrre il suo secondo album, viene notato da Park Jin-young, un influente produttore, che lo fa debuttare il 6 marzo 2007 con l'album Left Heart.
Il 2 dicembre 2008 pubblica il singolo digitale Love 119, collaborazione con il rapper MC Mong, e il 31 marzo 2009 l'EP Dropping the Tears, che vede la partecipazione di due membri delle Girls' Generation: Yuri appare nel videoclip omonimo, mentre Tiffany duetta con lui in Girl, Meets Love. A settembre dello stesso anno viene annunciato il suo debutto come attore nel web-drama Soul Special. Il successivo 5 novembre pubblica il secondo album Missing You, trainato dalla traccia Miss, Miss and Miss. Il 25 dicembre tiene il suo primo concerto da solista.
Il 10 marzo 2010 pubblica il singolo Present, mentre a maggio e luglio si esibisce live in Giappone, prima a Tokyo e poi a Osaka. Il 21 gennaio 2011 esce il singolo digitale Amazed, che vede la collaborazione di Simon D e Hyolin; sette settimane dopo, il 10 marzo, pubblica il secondo EP My Heart Beating, la cui traccia omonima consegue un all-kill. Partecipa anche a un episodio del varietà Uri gyeolhonhaess-eo-yo, al drama Spy Myeong-wol e al reality Immortal Songs 2.
Il 14 febbraio 2012 pubblica il terzo EP I Need You, preceduto di due settimane dal singolo I Hate Myself. I Need You raggiunge il secondo posto nella Billboard K-Pop Hot 100, mentre I Hate Myself il sesto. L'11 ottobre esce invece il terzo album Third Album, Part 1. Il 3 aprile 2013 pubblica il quarto album The Third Album Part 2: Love Blossom, al quale fanno seguito i tre EP Will in Fall il 19 ottobre, One Fine Day il 25 giugno 2014 e [RE:] il 25 marzo 2015.

## Discografia

### Album in studio
- 2007 – Left Heart (왼쪽가슴)
- 2009 – Missing You (그립고 그립고 그립다)
- 2012 – The Third Album Part 1
- 2013 – The Third Album Part 2: Love Blossom

### EP
- 2009 – Dropping the Tears (눈물이 뚝뚝)
- 2011 – My Heart Beating (가슴이 뛴다)
- 2012 – I Need You (니가 필요해)
- 2013 – Will in Fall
- 2014 – One Fine Day
- 2015 – [RE:]

## Filmografia
- Soul Special (쏘울 스페셜) – web serie (2009)
- Spy Myeong-wol (스파이 명월) – serie TV, episodio 1x10 (2011)
- Hyde Jekyll, na (하이드 지킬, 나) – serie TV, episodio 1x18 (2015)
- Producer (프로듀사) – serie TV, episodio 9 (2015)